# Benguela (provincie)
Benguela is een provincie van Angola. De hoofdstad is de stad Benguela. De oppervlakte bedraagt 31.788 km² en er wonen ongeveer 600.000 mensen. Volgens statistieken van de Amerikaanse overheid uit 1988 bestond de bevolking uit 297.700 stedelijke inwoners en 308.800 landelijke inwoners, uitkomend op een totaal van 606.500.

## Bestuurlijke indeling
De volgende gemeenten maken deel uit van de provincie Benguela:
- Benguela
- Lobito
- Bocoio
- Balombo
- Ganda
- Cubal
- Caimbambo
- Baia-Farta
- Chongorói